# Matilde Álvarez del Valle
Matilde Álvarez del Valle (Badajoz, 1840 - ?, ?) va ser una pintora espanyola.
Va néixer a Badajoz el 1840. Habitualment és citada com a pintora d'afecció. El 1856, moment en què residia a Toledo, va enviar a l'Exposició Nacional de Belles Arts Un retrat de senyora i, a la de 1862, dos més, dels quals un era un autoretrat. A banda, d'això es desconeixen les seves activitats a la ciutat, si bé podria haver establert relacions amb altres pintores locals, com Leopolda Gassó.